# نضوب الأوزون

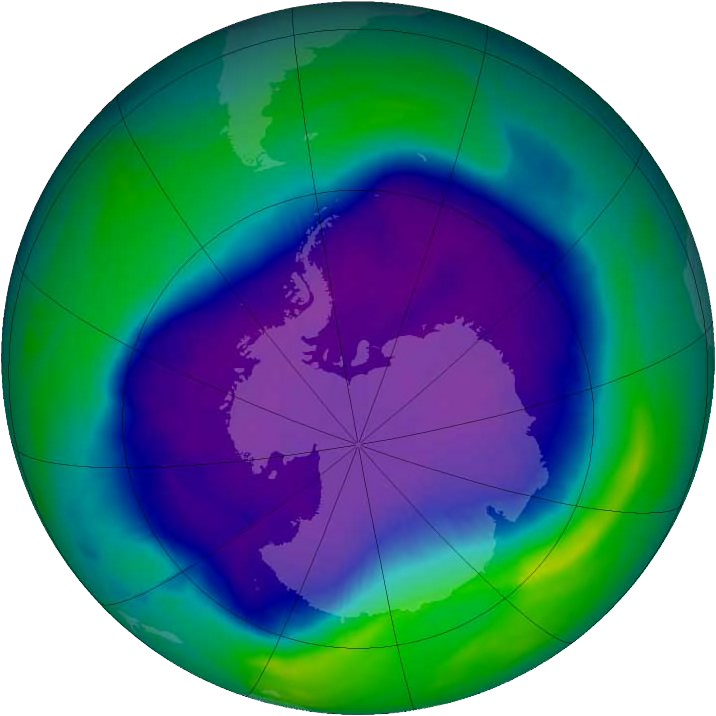
صورة لأكبر جورة الأوزون تم اكتشافه (سبتمبر 2006)

أوضحت القياسات التي تمت بواسطة الأقمار الصناعية أن كمية الأوزون في الغلاف الجوي قد نقصت بنسبة 5% عام 1978 عما كانت عليه عام 1971 وبلغت نسبة النقص 2. 5% في الفترة الواقعة ما بين -1979-1985 في المنطقة الواقعة بين خطي عرض 53 شمالا وجنوبا ونتيجة لاستهلاك الأوزون، اكتشف ثقب الأوزون فوق القطب الجنوبي عام 1985 حيث وصل النقص إلى 50%، ويظهر الثقب في شهري أغسطس وسبتمبر من كل عام فوق القارة القطبية الجنوبية، ثم يأخذ في الاتساع في شهور الخريف، ثم ينكمش ويختفي في شهر نوفمبر. ويحدث الثقب داخل الدوامة القطبية وهي كتلة كبيرة من الهواء المنعزل نسبيا فوق القارة القطبية الجنوبية خلال الشتاء القطبي والربيع، ومع أن الثقب يظهر موسميا إلا أنه يزداد سوءا في كل مرة يظهر فيها عن سابقتها، ونتيجة اتساع القطب الجنوبي فإنه ينذر بمخاطر سوف تتعرض لها جنوب الأرجنتين.

## اكتشاف ثقب الأوزون فوق القطب الشمالي
و بعد 4 سنوات من اكتشافه، لاحظ دونالد هيس الباحث بالهيئة القومية بإدارة الملاحة الجوية والفضاء الأمريكية ناسا وكذلك العلماء الإنجليز انخفاضا كبيرا في كثافة الأوزون فوق القطب الشمالي في فترة الربيع الشمالي فقد وصلت نسبة النضوب فوق القطب الشمالي 2-8%. وقد قدر علماء مشروع التجارب الأوروبي عام 1992 أن النضوب في طبقة الأوزون أصبح بنسبة
10-15%.

## تآكل طبقة الأوزون
توقع العلماء أن لا يقتصر نضوب طبقة الأوزون على القطبين. وتآكل طبقة الأوزون أخطر من ثقب الأوزون والنقص يتراوح بين 3% فوق الدول الصناعية الكبرى مثل الولايات المتحدة الأمريكية وأوروبا وروسيا، ويصل النقص في الشتاء إلى 4.7%. وقد أكد دونالد هيس 1989 أن تلفا كبيرا حدث فوق الدنمارك والنرويج وفنلندا وفي بعض مناطق أوروبا خاصة أعلى جبال الألب.

### أسباب تلف طبقة الأوزون
1. مركبات الكلوروفلوروكربون: وهي مواد عضوية يدخل في تركيبها الكلور والفلور والكربون. وتصل كمية الإنتاج العالمي من هذه الغازات سنويا حوالي 1400 مليون طن منها 970 ألف كغم من النوع المدمر للأوزون. وتأتي أمريكا على رأس الدول التي تستهلك مركبات الكلوروفلوروكربون حيث تنتج 350 مليون طن سنويا وتدل الإحصائيات على أن كمية مركبات الكلوروفلوروكربون 11 و 12 (و هما الأرخص ثمنا إلا أنهما الأكثر ضررا للأوزون) قد تضاعفت ثلاث مرات أضعاف الكمية المتراكمة بين عامي 1970-1980. وبجانب الغازات يوجد مركبات الهليوم المسببة لاستنفاد الأوزون، وتستخدم مركبات الكلوروفلوروكربون في تجهيز أساسيات البيوت وفي العبوات المستخدمة لمكافحة الحرائق وفي مبيدات الحشرات وفي العبوات المستخدمة في تصفيف الشعر ومزيلات الروائح وغيرها من مستحضرات التجميل. كما تستخدم بنسبة لا تتجاوز 10% في الحاسبات والمرناة (التلفزيون) وأجهزة الإرسال والإستقبال وتستخدم كمذيبات ومبردات. وهذه المركبات تتحلل إلى ذرات الكلور والفلور. وهي قادرة على المساهمة في تحويل الأوزون إلى أوكسجين وتسعى الدول الصناعية إلى استبدال هذه المركبات بأخرى غير ضارة بطبقة الأوزون نتيجة للمؤتمرات الدولية التي أكدت على ضرورة الاستغناء عن هذه المركبات الضارة بطبقة الأوزون.
2. أكاسيد النيتروجين: منها أول أكسيد الكربون الذي يتحول إلى حمض النتريك. ومنها أكسيد النيتروجين السام وهو يلون الجو ويجعل الرؤية صعبة بحسب تركيزه. ويتوقع العلماء زيادة أكاسيد النيتروجين من 11 - 30 مليون طن في الجو، والحدود المسموح بها لتركيز النيتروجين 3-10 جزء في المليون، ونتيجة تركيزها في الطبقات السفلى يحدث اختزال ضوئي لثاني أكسيد النيتروجين بواسطة الأشعة فوق البنفسجية إلى أكسيد النيتروجين وأوكسجين ذري ثم يتفاعل الأوكسجين الذري مع جزيء آخر. وقد يتفاعل الأوكسجين الذري وثاني أوكسيد النيتروجين الذري وثاني أوكسيد النيتروجين والمركبات الهيدروكربونية مثل الميثان والإيثان وغيرهما. وتتكون مجموعات نشطة تدخل هي الأخرى في سلسلة من التفاعلات لتكون مجموعات كثيرة مثل الفورم ألدهيد والأوزون.
3. التجارب النووية: وهي تتلف الأوزون بنسبة 20-70% وخاصة التفجيرات الهوائية.
4. الانفجارات البركانية: وهي مسؤولة عن تآكل طبقة الأوزون حين تقذف حوالي 11 طن من كلوريد الهيدروجين و 6 ملايين طن من كبريتيد الهيدروجين للغلاف الجوي سنويا مما يؤدي إلى تفاعل الكلور وحمض الكبريت مع الأوزون بطبقة الستراتوسفير عقب اندلاع بركان الشيكون بالمكسيك عام 1982، والذي لم يكن له تفسير مقنع من قبل وذلك على حد قول الأمريكيين، إلا أن ثورة البراكين يمكن اعتبارها أحد الأسباب الجزئية المدمرة لطبقة الأوزون نظرا لأن النشاط البركاني معروف منذ ملايين السنين دون تأثير ملموس على طبقة الأوزون.
5. العوامل الجيوفيزيائية: يرجح العلماء أن سبب نضوب طبقة الأوزون في الجزء الشمالي من الكرة الأرضية إلى عوامل جيوفيزيائية تتعلق بالأعاصير والنشاط الشمسي.

## آثار نضوب الأوزون

### زيادة الأشعة فوق البنفسجية
الأوزون، في حين أنه مكون أقلي في الغلاف الجوي للأرض، مسؤول عن معظم امتصاص الأشعة فوق البنفسجية. تتناقص كمية إشعاع الموجة المتوسطة التي تخترق طبقة الأوزون بشكل كبير مع سماكة المسار المائل وكثافة الطبقة. عندما تنخفض مستويات أوزون الستراتوسفير، تصل المستويات الأعلى من الأشعة فوق البنفسجية إلى سطح الأرض. يرجع تاريخ التكوين الفينولي المدفوع بالأشعة فوق البنفسجية (UV-driven phenolic) في حلقات الأشجار إلى بداية نضوب طبقة الأوزون في خطوط العرض الشمالية إلى أواخر القرن السابع عشر.
في أكتوبر 2008، نشرت وكالة الفضاء الإكوادورية تقريرًا بعنوان «هيبيريون (HIPERION)». استخدمت الدراسة أدوات أرضية في الإكوادور وبيانات آخر 28 عامًا من 12 قمراً صناعياً من عدة بلدان، ووجدت أن الأشعة فوق البنفسجية التي تصل إلى خطوط العرض الاستوائية كانت أكبر بكثير مما كان متوقعًا، مع ارتفاع مؤشر الأشعة فوق البنفسجية إلى 24 في كيتو، تعتبر منظمة الصحة العالمية 11 مؤشرًا متطرفًا وخطرًا كبيرًا على الصحة. وخلص التقرير إلى أن مستويات الأوزون المستنفدة حول خطوط العرض الوسطى للكوكب تعرض بالفعل للخطر أعداد كبيرة من السكان في هذه المناطق. في وقت لاحق، نشرت وكالة الفضاء البيروفية دراستها الخاصة، والتي أسفرت عن نفس النتائج تقريبًا مثل الدراسة الإكوادورية.

### زيادة أوزون التروبوسفيري
تؤدي زيادة الأشعة فوق البنفسجية السطحية إلى زيادة أوزون التروبوسفير. من المُسلَّم به عمومًا أن الأوزون على مستوى الأرض يمثل خطرًا على الصحة، لأن الأوزون سام بسبب خصائصه المؤكسدة القوية. تكون المخاطر عالية بشكل خاص بالنسبة للأطفال الصغار وكبار السن والذين يعانون من الربو أو صعوبات التنفس الأخرى. في هذا الوقت، يُنتَج الأوزون على مستوى الأرض بشكل أساسي من خلال تأثير الأشعة فوق البنفسجية على غازات الاحتراق من عوادم المركبات.

### على الكائنات الحية
اتساع ثقب الأوزون يؤدي إلى تعرض الأرض للأشعة فوق البنفسجية حيث يؤدي ذلك إلى خلل في جهاز مناعة الإنسان والإضرار بالعيون وارتفاع الإصابة بسرطان الجلد.
أما بالنسبة للنباتات فقد ثبت أن التعرض لكميات الأشعة فوق البنفسجية تلحق الضرر باليخضور وبالتالي انخفاض القدرة الإنتاجية مما يهدد الأمن الغذائي على سطح الكرة الأرضية.
أما بالنسبة للحيوانات فهي تمتاز بوجود الشعر أو الريش فهي أقل ضررا بالإصابة بسرطان الجلد، ولكن عند تعرضها لكمية إشعاع مرتفعة فأغلب الظن أنها سوف تعاني من الضرر مثل إصابة العيون والتغييرات الجينية التي تحدث طفرات عديدة. أما بالنسبة للعوالق النباتية واليرقات فإنها أول ما تتأثر بالإشعاع المتزايد كونها طافية على سطح البحر وأما الأحياء المائية الأخرى فيعتقد العلماء بأنها أكثر أمانا من غيرها نتيجة وجود الماء الذي يحميها.
و يعتقد العلماء أن تسارع نضوب الأوزون سوف يؤدي إلى اختلالات عالمية ضارة في مناخ الأرض علما بأن مركبات الكلوروفلوروكربون هي ضمن غازات الاحتباس الحراري.

#### التأثيرات على الحياة النباتية
يُفترض مبدئيًا أن نضوب طبقة الأوزون والسماح بأشعة الموجة المتوسطة (UVB) الزائدة يزيد الضرر الذي يلحق بالحمض النووي للنبات. لقد وجدت التقارير أنه عندما تتعرض النباتات لأشعة الموجة المتوسطة بشكل مشابه لنضوب طبقة الأوزون في الستراتوسفير، لم يكن هناك تغيير كبير في ارتفاع النبات أو كتلة الأوراق، ولكن أظهرت استجابة في الكتلة الحيوية للنبات ومساحة الأوراق في انخفاض طفيف. ومع ذلك، فقد أظهرت أشعة الموجة المتوسطة تقليل العائد الكمي للنظام الضوئي الثاني. يحدث تلف الأشعة فوق البنفسجية المتوسطة فقط في ظل التعرض الشديد، كما أن معظم النباتات تحتوي أيضًا على مركبات الفلافونويد الممتصة للأشعة فوق البنفسجية التي تسمح لها بالتأقلم مع الإشعاع الموجود. تتأثر النباتات التي تأثرت بالإشعاع طوال فترة التطور بشكل أكبر بعدم القدرة على اعتراض الضوء بمساحة ورقة أكبر من تأثر أنظمة التمثيل الضوئي. من المُرجَّح أن يكون الضرر الناتج عن أشعة الموجة المتوسطة مهمًا على تفاعلات الأنواع أكثر من تأثيره على النباتات نفسها.

#### سرطان الخلايا القاعدية والحرشفية
رُبِط أكثر أشكال سرطان الجلد شيوعًا لدى البشر، سرطان الخلايا القاعدية والحرشفية، بشدة بالتعرض للأشعة فوق البنفسجية. إن الآلية التي تحفّز الأشعة فوق البنفسجية من خلالها هذه السرطانات مفهومة جيدًا، فامتصاص إشعاع الموجة المتوسطة يتسبب في تكوين قواعد البيريميدين في جزيء الدنا لتشكل الثنائيات، مما يؤدي إلى أخطاء النسخ عندما يتكاثر الحمض النووي. هذه السرطانات خفيفة نسبيًا ونادرًا ما تكون قاتلة، على الرغم من أن علاج سرطان الخلايا الحرشفية يتطلب أحيانًا جراحة ترميمية واسعة النطاق. من خلال الجمع بين البيانات الوبائية ونتائج الدراسات التي أجريت على الحيوانات، قدر العلماء أن كل انخفاض بنسبة 1% في أوزون الستراتوسفير طويل الأمد سيزيد من حدوث هذه السرطانات بنسبة 2٪.

#### الورم الميلانيني
شكل آخر من أشكال سرطان الجلد، هو الورم الميلانيني، وهو أقل شيوعًا ولكنه أكثر خطورة بكثير، حيث يكون قاتلًا في حوالي 15-20% من الحالات التي شُخِّصَت. العلاقة بين الورم الميلانيني والتعرض للأشعة فوق البنفسجية ليست مفهومة تمامًا بعد، ولكن يبدو أن كلًا من إشعاعات الموجة المتوسطة والأشعة فوق بنفسجية الطويلة متورطان في ذلك. بسبب عدم اليقين هذا، من الصعب تقدير تأثير نضوب الأوزون على حدوث الورم الميلانيني. أظهرت إحدى الدراسات أن زيادة إشعاعات الموجة المتوسطة بنسبة 10% ارتبطت بزيادة بنسبة 19% في الأورام الميلانينية للرجال و 16% عند النساء. أظهرت دراسة أُجريت على أشخاص في بونتا أريناس، في الطرف الجنوبي من تشيلي، زيادة بنسبة 56% في الورم الميلانيني وزيادة بنسبة 46% في سرطان الجلد غير الميلانيني على مدى سبع سنوات، إلى جانب انخفاض الأوزون وزيادة مستويات الأشعة فوق البنفسجية.

#### إعتام عدسة العين القشري
تشير الدراسات الوبائية إلى وجود ارتباط بين إعتام عدسة العين القشري والتعرض للأشعة فوق البنفسجية، باستخدام تقديرات تقريبية للتعرض وتقنيات مختلفة لتقييم الإعتام. أُجرِي تقييم مفصل لتعرض العين للأشعة فوق البنفسجية في دراسة أُجريت على رجال خليج تشيزبيك، حيث ارتبطت الزيادات في متوسط التعرض السنوي للعين بزيادة خطر الإعتام القشري لعدسة العين. في هذه المجموعة المعرضة بشدة من الذكور البيض في الغالب، كان الدليل الذي يربط الإعتام القشري بالتعرض لأشعة الشمس هو الأقوى حتى الآن. بناءً على هذه النتائج، من المتوقَّع أن يتسبب نضوب طبقة الأوزون في حدوث مئات الآلاف من حالات إعتام عدسة العين الإضافية بحلول عام 2050.

#### زيادة إنتاج فيتامين د
يُنتَج فيتامين د في الجلد عن طريق الأشعة فوق البنفسجية. وبالتالي، فإن التعرض العالي للأشعة فوق البنفسجية يرفع فيتامين د البشري في أولئك الذين يعانون من نقص فيه. تُظهِر الأبحاث الحديثة (بشكل أساسي منذ بروتوكول مونتريال) أن العديد من البشر لديهم مستويات أقل من فيتامين د المثالية. على وجه الخصوص، في سكان الولايات المتحدة، عُثِر على الربع الأدنى من فيتامين د (<17.8 نانوغرام/مل) باستخدام معلومات من المسح الوطني لفحص الصحة والتغذية ليكون مرتبطًا بزيادة في الوفيات لجميع الأسباب في عموم السكان. في حين أن مستوى فيتامين د في الدم الذي يزيد عن 100 نانوغرام/مل يبدو أنه يرفع الكالسيوم في الدم بشكل مفرط ويرتبط بارتفاع معدل الوفيات، فإن الجسم لديه آليات تمنع أشعة الشمس من إنتاج فيتامين د بما يزيد عن احتياجات الجسم.

### التأثيرات على المحاصيل
من المتوقع أن تؤثر زيادة الأشعة فوق البنفسجية على المحاصيل. يعتمد عدد من أنواع النباتات المهمة اقتصاديًا، مثل الأرز، على البكتيريا الزرقاء المقيمة في جذورها من أجل الاحتفاظ بالنيتروجين. البكتيريا الزرقاء حساسة للأشعة فوق البنفسجية وسوف تتأثر بزيادتها. على الرغم من آليات تقليل أو إصلاح آثار زيادة الأشعة فوق البنفسجية، فإن النباتات لديها قدرة محدودة على التكيف مع المستويات المتزايدة من الأشعة فوق البنفسجية، وبالتالي يمكن أن يتأثر نمو النبات بشكل مباشر بالأشعة فوق البنفسجية.

## تآكل طبقة الأوزون
من الممكن استنزاف طبقة الأوزون هيدروكسيل (OH), غاز الكلور (Cl) وغاز البرومين (Br). حيث يوجد مصادر طبيعية لجميع العناصر المذكورة، إلا أن تركيز غاز الكلور وغاز البرومين قد ارتفع بشكل ملحوظ في السنوات الأخيرة وذلك بسبب إنتاج البشر لبعض المواد المركبة خصوصاً كلوروفلوروكربون (chlorofluorocarbon) والتي تعرف اختصاراً باسم (CFCs) وأيضاً برومو فلورو كربون.
هذه المركبات المستقرة كيميائية تستطيع أن تصل إلى طبقة الستراتوسفير حيث تعمل الأشعة فوق البنفسجية على تفكيك كل من الكلور والفلور.. يبدأ كل منهم بتحفيز سلسلة من التفاعل القادرة على تفكيك أكثر من 100,000 جزئ أوزون. الاوزون في الجزء الشمالي من الكرة الأرضية في انخفاض 4% كل عقد. تقريباً أكثر من 5% من سطح الأرض حول القطب الشمالي والقطب الجنوبي، أكثر (لكن بشكل موسمي) قد ينخفض; وهذا ما يمسى بـ ثقب الأوزون.

### ما هي الحلول المقترحة للتقليل من تآكل طبقة الأوزون
السويد هي أول دولة تمنع استخدام الرشاشات (مثل المبيدات الحشرية) التي تحتوي على كلوروفلوروكربون (CFC) في 23 يناير، 1978. تلتها بعض الدول مثل الولايات المتحدة الأمريكية، كندا والنرويج. وقد منعت المجموعة الأوروبية اقتراح مشابه. حتى في الولايات المتحدة, ما زال غاز كلوروفلوروكربون يستخدم في أماكن أخرى مثل الثلاجات والمنظفات الصناعية حتى بعد اكتشاف ثقب طبقة الأوزون بالقطب الجنوبي في سنة 1985. بعد محادثات ومعاهدة دولية (بروتوكول مونتريال), تم وقف إنتاج كلوروفلوروكربون (CFC) بشكل كبير ابتداً من 1987 وبشكل كامل في عام 1996.
في 2 اغسطس 2003, قام العلماء بالإعلان ان استنزاف طبقة الأوزون قد بدأ يتباطأ بعد حظر استخدام الكلوروفلوروكربون (CFC).
ثلاث أقمار اصطناعية وثلاث محطات أرضية أثبتت بطئ استنزاف طبقة الأوزون العليا بشكل كبير خلال العقد الماضي. تمت الدراسة من خلال منظمة الاتحاد الجيوفيزيائي الأمريكي (American Geophysical Union). بعض الإنحلال ما زال قائم في طبقة الأوزون بسبب عدم قيام بعض الدول بمنع استخدام الكلوروفلوروكربون (CFC) بالإضافة إلى وجوده مسبقاً في طبقة الستراتوسفير قبل منع استخدامه, حيث له فترة انحلال طويلة من 50 إلى أكثر من 100 سنة, ولذلك تحتاج طبقة الأوزون لرجوعها بشكل كامل لعدة عقود.
حالياً يتم تركيب مكونات تحتوي على (C-H) لتحل كبديل لاستخدام الكلوروفلوروكربون (CFC) مثل هايدروكوروفلوروكربون (HCFC), حيث ان هذه المركبات أكثر نشاط ولحسن الحظ لا تبقى فترة كافية في الغلاف الجوي لتصل إلى طبقة الستراتوسفير حيث تؤثر على طبقة الأوزون.[بحاجة لمصدر]